# Xin-She Yang
Xin-She Yang (31 de enero de 1965, Henan, República Popular China), es un matemático británico de origen chino, experto investigador del Laboratorio Físico Nacional, conocido como desarrollador de varios algoritmos heurísticos para optimización en ingeniería.

## Biografía
Hijo de Chi-Wei y Mei-lan (Zhang) Yang, obtuvo su licenciatura en ingeniería aeronáutica en 1986. Máster en ciencias y miembro de la Academia China de Ciencias en 1989. Entre 1990 y 1992 estuvo dedicado a la investigación geofísica en China. Lector del Corpus Christi College de Oxford desde 1995. Doctor en matemática aplicada por la Universidad de Oxford desde 1996.
Como orador invitado ha protagonizado las charlas inaugurales de la SEA2011, SCET2012, BIOMA2012 y la Conferencia Mendel de Programación Informática (Mendel 2012).

## Algoritmos
Ideó el algoritmo firefly (2008), la búsqueda cuckoo (2009), el algoritmo de murciélago (2010), y el algoritmo de polinización floral.
Estos algoritmos se han convertido en herramientas importantes en inteligencia artificial, aprendizaje de máquinas, informática neuronal y aplicaciones de ingeniería. Desde 2009, más de 1.000 artículos científicos de publicaciones acreditadas han citado el algoritmo firefly y/o la búsqueda cuckoo. Además, desarrolló la hipótesis de Van Flandern-Yang en colaboración con Tom Van Flandern para explicar las variaciones de gravedad durante el eclipse solar de 1977, y con otros fenómenos físicos. teoría relacionada con el efecto Allais